# 小行星6262
小行星6262（英語：6262 Javid）是一颗围绕太阳公转的小行星。1978年9月1日，尼古拉·切爾尼赫在克里米亚发现了此天体。
这颗小行星的绝对星等为249.89847等。